# Генко Мархолев (революционер)
 Тази статия е за четникът от ВМОРО.  За генерала вижте Генко Мархолев.  
Генко Христофоров Мархолев е български революционер, деец на Вътрешната македоно-одринска революционна организация.

## Биография
Генко Мархолев е роден в Цариград, в семейство от рода Мархолеви. Присъединява се към ВМОРО и става четник последователно на Борис Сарафов и Апостол Петков в Ениджевардарско между 1902 и 1908 година.